# The Old Dead Tree
The Old Dead Tree - французская готик-метал-группа, основанная в 1997 году в Париже.

## Стиль
Музыкальный стиль группы представляет собой сочетание дэт-метала, основанного на использовании тяжёлого барабана и более мягкого прогрессивного и готического звучания. Вокалист Мануэль Муньос в композициях использует сочетание гроулинга и мелодичного тенора.

## Участники группы

### Действующие
- Мануэль Муньос (Manuel Munoz) - вокал, гитара (1997-)
- Жиль Моне (Gilles Moinet) - гитара, бэк-вокал (2006-)
- Винсент Даньер (Vincent Danhier) - бас-гитара (1999-)
- Рафаэль Антеном (Raphaël Antheaume) - ударные (2008-)

### Бывшие
- Фредерик Жюймо (Frédéric Guillemot) - ударные (1997-1999)
- Франк Метае (Franck Métayer) - ударные (1999-2004)
- Николя Шевролье (Nicolas Chevrollier) - гитара (1997-2006)
- Фуед Муки (Foued Moukid) - ударные (2004-2007)

## Дискография
- The Blossom (1999) (demo)
- The Nameless Disease (2003)
- The Perpetual Motion (2005)
- The Water Fields (2007)
- 2019: The End (EP)